# Albumy numer jeden w roku 2013 (Korea Południowa)
Circle Album Chart – południowokoreańska lista przebojów, na której znajdują się najlepiej sprzedające się albumy Korei Południowej. Jest częścią Circle Chart, który został uruchomiony w lutym 2010 roku jako Gaon Chart. Dane są zestawiane przez Ministerstwo Kultury, Sportu i Turystyki oraz Korea Music Content Industry Association na podstawie tygodniowych/miesięcznych fizycznych sprzedaży albumów przez sześć głównych południowokoreańskich dystrybutorów.

## Wykresy tygodniowe
| Data publikacji | Album                                                 | Wykonawca          | Źródło |
| --------------- | ----------------------------------------------------- | ------------------ | ------ |
| 5 stycznia      | Les Miserables OST (Movie)                            | Various Artist     | [ 3 ]  |
| 12 stycznia     | I Got a Boy                                           | Girls' Generation  | [ 4 ]  |
| 19 stycznia     | I Got a Boy                                           | Girls' Generation  | [ 5 ]  |
| 26 stycznia     | I                                                     | Jaejoong           | [ 6 ]  |
| 2 lutego        | I Got a Boy                                           | Girls' Generation  | [ 7 ]  |
| 9 lutego        | Re:Blue                                               | CN Blue            | [ 8 ]  |
| 16 lutego       | Re:Blue                                               | CN Blue            | [ 9 ]  |
| 22 lutego       | Promise You                                           | Super Junior-K.R.Y | [ 10 ] |
| 2 marca         | Chapter 1. Dream Girl – The Misconceptions of You     | SHINee             | [ 11 ] |
| 9 marca         | Y                                                     | Jaejoong           | [ 12 ] |
| 16 marca        | Chapter 1. Dream Girl – The Misconceptions of You     | SHINee             | [ 13 ] |
| 23 marca        | Life                                                  | Heo Young Saeng    | [ 14 ] |
| 30 marca        | Chapter 1. Dream Girl – The Misconceptions of You     | SHINee             | [ 15 ] |
| 6 kwietnia      | New Challenge                                         | Infinite           | [ 16 ] |
| 13 kwietnia     | New Challenge                                         | Infinite           | [ 17 ] |
| 20 kwietnia     | 2011 Girls' Generation Tour                           | Girls' Generation  | [ 18 ] |
| 27 kwietnia     | Shaking Heart                                         | C-Clown            | [ 19 ] |
| 4 maja          | Hello                                                 | Cho Yong Pil       | [ 20 ] |
| 11 maja         | Chapter 2. Why So Serious? – The Misconceptions of Me | SHINee             | [ 21 ] |
| 18 maja         | What's Happening?                                     | B1A4               | [ 22 ] |
| 25 maja         | Grown                                                 | 2PM                | [ 23 ] |
| 1 czerwca       | Grown                                                 | 2PM                | [ 24 ] |
| 8 czerwca       | Alive GALAXY Tour 2013: The Final in Seoul            | Big Bang           | [ 25 ] |
| 15 czerwca      | XOXO (korean ver)                                     | EXO                | [ 26 ] |
| 22 czerwca      | Sexy Beat                                             | MBLAQ              | [ 27 ] |
| 29 czerwca      | XOXO (korean ver)                                     | EXO                | [ 28 ] |
| 6 lipca         | Grown (Grand Edition)                                 | 2PM                | [ 29 ] |
| 13 lipca        | Inner Child                                           | John Park          | [ 30 ] |
| 20 lipca        | 1st Mini Album                                        | My Name            | [ 31 ] |
| 27 lipca        | Destiny                                               | Infinite           | [ 32 ] |
| 3 sierpnia      | Hard to Love, How to Love                             | Beast              | [ 33 ] |
| 10 sierpnia     | Pink Tape                                             | f(x)               | [ 34 ] |
| 17 sierpnia     | XOXO Repackage (korean ver)                           | EXO                | [ 35 ] |
| 24 sierpnia     | XOXO Repackage (korean ver)                           | EXO                | [ 36 ] |
| 31 sierpnia     | Let's Talk About Love                                 | Seungri            | [ 37 ] |
| 7 września      | Let's Talk About Love                                 | Seungri            | [ 38 ] |
| 14 września     | Full Bloom                                            | Kara               | [ 39 ] |
| 21 września     | Coup D'Etat                                           | G-Dragon           | [ 40 ] |
| 28 września     | XOXO Repackage (korean ver)                           | EXO                | [ 41 ] |
| 5 października  | Busker Busker 2nd Album                               | Busker Busker      | [ 42 ] |
| 12 października | Very Good                                             | Block B            | [ 43 ] |
| 19 października | Modern Times                                          | IU                 | [ 44 ] |
| 26 października | Everybody                                             | SHINee             | [ 45 ] |
| 2 listopada     | Everybody                                             | SHINee             | [ 46 ] |
| 9 listopada     | WWW                                                   | Jaejoong           | [ 47 ] |
| 16 listopada    | WWW                                                   | Jaejoong           | [ 48 ] |
| 23 listopada    | Teen Top Class Addition                               | Teen Top           | [ 49 ] |
| 30 listopada    | The Mood                                              | F.T. Island        | [ 50 ] |
| 7 grudnia       | Voodoo                                                | VIXX               | [ 51 ] |
| 14 grudnia      | XOXO Repackage (korean ver)                           | EXO                | [ 52 ] |
| 21 grudnia      | Miracles in December (korean ver)                     | EXO                | [ 53 ] |
| 28 grudnia      | Miracles in December (korean ver)                     | EXO                | [ 54 ] |

## Wykresy miesięczne
| Miesiąc     | Album                                                 | Wykonawca         | Sprzedaż | Źródło |
| ----------- | ----------------------------------------------------- | ----------------- | -------- | ------ |
| Styczeń     | I Got a Boy                                           | Girls' Generation | 265 322  | [ 55 ] |
| Luty        | Chapter 1. Dream Girl – The Misconceptions of You     | SHINee            | 137 444  | [ 56 ] |
| Marzec      | New Challenge                                         | Infinite          | 138 431  | [ 57 ] |
| Kwiecień    | Chapter 2. Why So Serious? – The Misconceptions of Me | SHINee            | 106 404  | [ 58 ] |
| Maj         | Hello                                                 | Cho Yong-pil      | 167 323  | [ 59 ] |
| Czerwiec    | XOXO (korean ver)                                     | EXO               | 206 812  | [ 60 ] |
| Lipiec      | Destiny                                               | Infinite          | 158 462  | [ 61 ] |
| Sierpień    | XOXO Repackage (korean ver)                           | EXO               | 186 281  | [ 62 ] |
| Wrzesień    | Coup d'Etat                                           | G-Dragon          | 198 489  | [ 63 ] |
| Październik | Everybody                                             | SHINee            | 122 284  | [ 64 ] |
| Listopad    | Voodoo                                                | VIXX              | 43 070   | [ 65 ] |
| Grudzień    | Miracles in December (korean ver)                     | EXO               | 262 825  | [ 66 ] |